# Esporte Clube Espigão
L'Esporte Clube Espigão és un club de futbol brasiler de la ciutat de Espigão d'Oeste a l'estat de Rondônia.

## Història
El club va ser fundat el 7 de juny de l'any 2008. Guanyà el Campionat rondoniense de Segona Divisió el mateix any de la seva fundació. Tres anys més tard, el 2011, guanyà el Campionat rondoniense de Primera Divisió.

## Palmarès
- Campionat rondoniense:
  - 2011

- Campionat rondoniense de Segona Divisió:
  - 2008

## Estadi
El club disputa els seus partits com a local a l'Estadi Municipal Luizinho Turatti, anomenat Espigão. Té una capacitat màxima per a 2.000 espectadors.